# Барбара, Агата
А́гата Барба́ра (англ. и мальт. Agatha Barbara; 11 марта 1923, Заббар, Мальта — 4 февраля 2002, там же) — мальтийский государственный и политический деятель, президент Мальты в 1982—1987 годах.

## Биография
Начала свою рабочую деятельность учительницей в школе (1942—1947). С 1946 года активно увлеклась политикой и вступила в Лейбористскую партию. В 1947 году стала членом исполкома Лейбористской партии Мальты и была избрана в Палату представителей Мальты, став первой женщиной-депутатом этой страны. Впоследствии она являлась депутатом всех без исключения созывов мальтийского парламента вплоть до своего добровольного ухода из депутатского корпуса в 1982 году. В 1955 году получила портфель министра образования и культуры, став первой мальтийской женщиной-министром. Провела реформу образования, направленную на его большую доступность для широких слоев населения. Была активным борцом за независимость Мальты. Пропагандируя эту идею, совершила многочисленные визиты в страны Западной Европы и США, а также неоднократно выступала по этому вопросу в ООН.
В 1958 году правительство лейбористов пало, и Барбара покинула свой пост, а чуть позже была приговорена к тюремному заключению за участие в манифестациях против британского владычества на Мальте.
В 1971 году лейбористы вновь смогли сформировать правительство, в котором Агата Барбара опять получила портфель министра образования и культуры. Большое внимание на этом посту она уделяла дальнейшим реформам в этой области, направленным, прежде всего, на создание системы технического образования.
В 1974—1981 годах — министр труда, занятости и социального обеспечения (с 1976 — труда, социального обеспечения и культуры), также выполняя функции заместителя премьер-министра. Достигла заметных успехов в деле повышения социальных гарантий рабочих, снижения уровня безработицы. Внесла значительный вклад в развитие музейного дела на Мальте. Как представитель социалистической партии, боролась за секуляризацию культурной жизни Мальты. Активно занималась организацией благотворительной деятельности.
Выборы 1981 года привели к конституционному кризису, так как по их результатам Националистическая партия получила большинство голосов, но меньшинство мест в парламенте — 31 против 34 мест Лейбористской партии. Депутаты от Националистической партии объявили бойкот парламенту и организовали протесты. Таким образом, задачей Барбары, вступившей на пост президента Мальты 15 февраля 1982 года, являлось разрешение конфликта между двумя основными политическими партиями Мальты, и ей удалось это сделать, предотвратив ухудшение ситуации.
В 1987 году её президентский срок истёк, и она возвратилась в свой родной город Заббар, где умерла в 2002 году.

## Память
- Портрет Агаты Барбары размещён на серии мальтийских банкнот 1986 года выпуска[2].
- 23 апреля 2006 года по указу президента Мальты Эдварда Фенека Адами в Заббаре был возведён памятник в честь Барбары.

## Личная жизнь
Барбара никогда не была замужем. Мальтийско-австралийский писатель Джозеф Четкути в своей книге 2009 года об истории ЛГБТ на Мальте утверждал, что Барбара была лесбиянкой, основываясь на интервью с её современниками.

## Награды
| Страна | Дата                              | Награда                                      | Награда                                      | Литеры   |
| ------ | --------------------------------- | -------------------------------------------- | -------------------------------------------- | -------- |
| Мальта | 15 февраля 1982 — 15 февраля 1987 | Гроссмейстер ордена «На благо Республики»    | Гроссмейстер ордена «На благо Республики»    |          |
| Мальта | 6 апреля 1990 —                   | Компаньон Почёта Национального ордена Заслуг | Компаньон Почёта Национального ордена Заслуг | K.U.O.M. |